# ساختمان هنگ مرزی
ساختمان هنگ مرزی مربوط به پهلوی اول است و در شهرستان تایباد، شهر تایباد - چهارراه مخابرات - انتهای بلوار شریعتی واقع شده و این اثر در تاریخ ۲۶ اسفند ۱۳۸۶ با شمارهٔ ثبت ۲۲۲۳۹ به‌عنوان یکی از آثار ملی ایران به ثبت رسیده‌است.